# Référendum constitutionnel égyptien de 2014
Le référendum constitutionnel égyptien de 2014  se tient du 14 au 15 janvier 2014. Les électeurs sont appelés à se prononcer sur l'adoption d'une nouvelle constitution, la précédente étant suspendue après le coup d'État du 3 juillet 2013 en Égypte.

## Contexte
Ce scrutin se déroule à la suite de la destitution de Mohamed Morsi par un coup d'État organisé par l'armée, le 3 juillet 2013 et l'interdiction des Frères musulmans le 25 décembre 2013 en tant qu'organisation terroriste.
L'alliance anti-coup d'État se prononce contre la participation au référendum.

## Résultats
Le oui l'emporte à 98,1 % des voix, la nouvelle constitution est par conséquent adoptée.
| Choix                     | Votes      | %     |
| ------------------------- | ---------- | ----- |
| Pour                      | 19 985 389 | 98,13 |
| Contre                    | 381 341    | 1,87  |
|                           |            |       |
| Votes valides             | 20 366 730 | 98,80 |
| Votes blancs et invalides | 246 947    | 1,20  |
| Total                     | 20 613 677 | 100   |
| Abstention                | 32 809 808 | 61,41 |
| Inscrits/Participation    | 53 423 485 | 38,59 |

Approuvez vous le projet de nouvelle constitution ?
| Pour 19 985 389 (98,13 %) |
| ▲                         |
| Majorité absolue          |